# José de Segadas Viana
José de Segadas Vianna (Rio de Janeiro, 1 de julho de 1906 — Rio de Janeiro, 17 de outubro de 1991) foi um político brasileiro.
Foi ministro do Trabalho, Indústria e Comércio no governo Getúlio Vargas, de 5 de setembro de 1951 a 17 de junho de 1953. Voltou a assumir o mesmo posto interinamente no governo Ranieri Mazzilli, de 28 de agosto a 8 de setembro de 1961.
Foi Secretário de Segurança do antigo Estado da Guanabara em 1961, sob a gestão Carlos Lacerda.
Jornalista, coautor da Consolidação das Leis do Trabalho (CLT), membro da Organização Internacional do Trabalho, elaborou a Constituição da República Dominicana em 1960.
Diretor no Ministério do Trabalho, na gestão de Lindolfo Collor, deu um parecer contrário à entrada da Coca-Cola no Brasil, seguindo pareceres técnicos da época.
Foi deputado constituinte em 1946 e em 1954. Saiu do Ministério do Trabalho no governo Vargas por discordar da aliança do então deputado João Goulart com os comunistas.
Em 1958 desligou-se do PTB, por discordar da aliança oficial entre o PTB (comandado por Jango) e os partidos comunistas.